# Ptychadena bibroni
Ptychadena bibroni es una especie  de anfibios de la familia Ranidae.

## Distribución geográfica
Se encuentra en Burkina Faso, Camerún, República Centroafricana, Chad, República Democrática del Congo, Costa de Marfil, Gambia, Ghana, Guinea, Liberia, Malí, Nigeria, Senegal, Sierra Leona, Togo y, posiblemente también, en Benín, Guinea-Bissau y Sudán.